# Piotr Jeong San-pil
Piotr Jeong San-pil (kor.  정산필 베드로; ur. 1739 (?) w Deoksan w ówczesnej prowincji Chungcheong w Korei; zm. w 1799 tamże) – koreański męczennik, błogosławiony Kościoła katolickiego.
Piotr Jeong San-pil urodził się w Deoksan około 1739 roku. Po przybyciu w 1794 roku do Korei katolickiego misjonarza z Chin Jakuba Zhou Wenmo Jeong San-pil udał się do niego z wizytą i przyjął chrzest. Został katechistą w rejonie Naepo, gdzie nauczał wiary katolickiej. W celu studiowania katechizmu i modlitwy często spotykał się z Franciszekiem Bang, Wawrzyńcem Pak Chwi-deuk i Jakubem Won Si-bo (którzy w późniejszym czasie również ponieśli śmierć męczeńską).
W 1797 r. w Korei rozpoczęły się prześladowania chrześcijan. Piotr Jeong San-pil został aresztowany w 1798 lub 1799 roku. Nawet tortury nie skłoniły go do wyrzeczenia się wiary, z powodu której następnie został ścięty w 1799 roku.
Piotr Jeong San-pil został beatyfikowany przez papieża Franciszka 16 sierpnia 2014 roku w grupie 124 męczenników koreańskich.
Wspominany jest 31 maja z grupą 124 męczenników koreańskich.